# Antedon mediterranea
Comatule de méditerranée
Espèce
Synonymes
- Antedon adriatica AH Clark, 1911
- Comatula annulata Risso, 1826
- Comatula mediterranea Lamarck, 1816

La Comatule de Méditerranée (Antedon mediterranea) est une comatule de la famille des Antedonidae.

## Description
Ce crinoïde de 10 cm maximum est de couleur blanchâtre à jaune-orangé et vit fixé sur les rochers et dans les herbiers, mais est aussi capable de se déplacer et même de nager si besoin.
Du point de vue squelettique, c'est un Antedon caractéristique avec 18-30 (généralement 20-23) cirrhes ; à part les 2-3 premiers ils sont plus longs que larges et resserrés au centre ; les cirrhes distaux ne diffèrent que légèrement des proximaux ; les moitiés distales des cirrhes ne sont que légèrement, voire pas du tout, recourbées chez les spécimens conservés, et en vue latérale elles ne sont pas sensiblement plus larges que les moitiés proximales. Les premières primibrachiales sont relativement longues, pas plus de trois fois plus larges que longues, régulièrement oblongues ou légèrement trapézoïdales, avec des bords latéraux formant généralement une ligne droite, ou un angle très large avec ceux de l'aisselle. P1 robuste mais s'effilant rapidement, avec <20 (généralement 13 à 15) segments. Le disque est nu au niveau interbrachial.

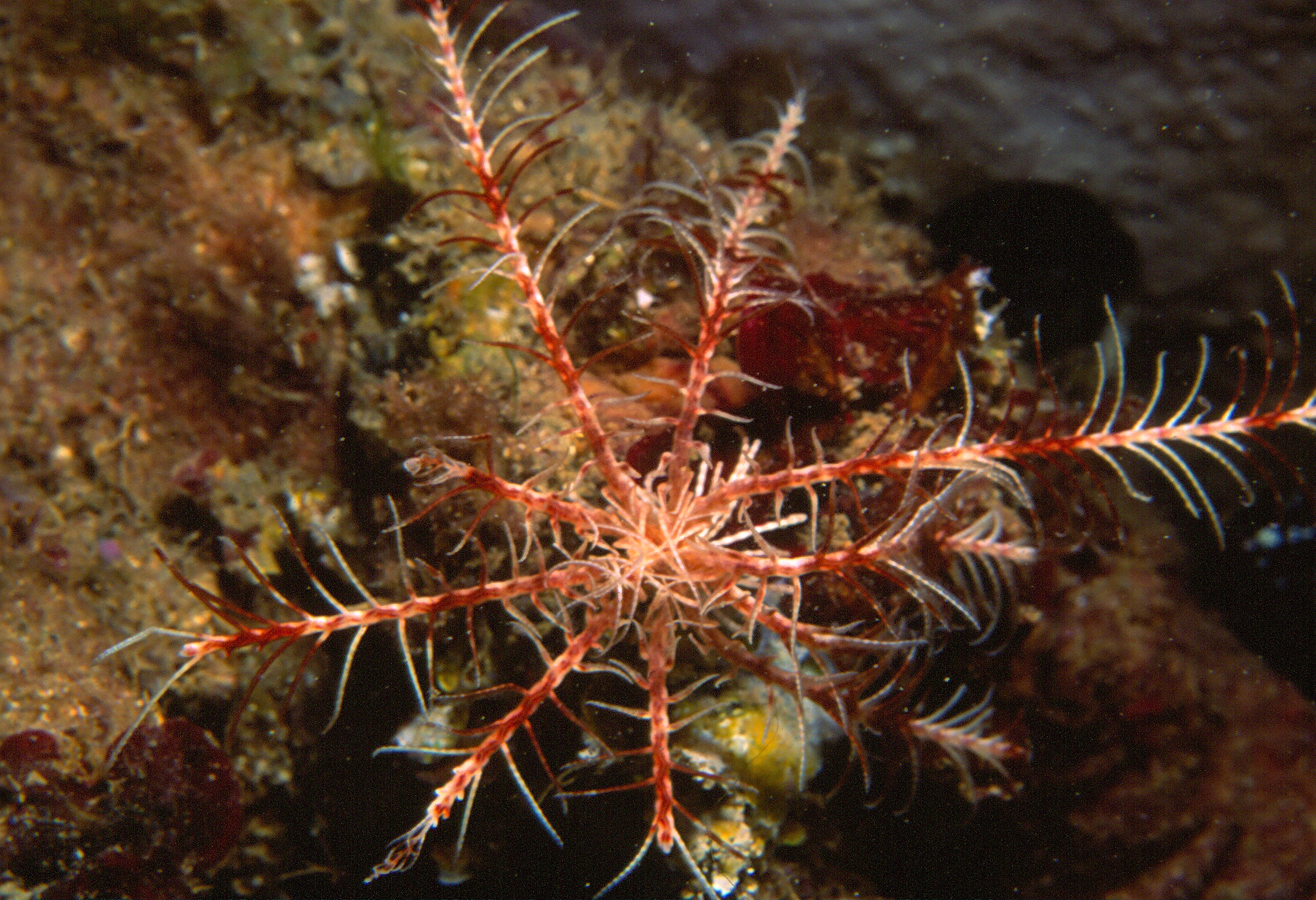
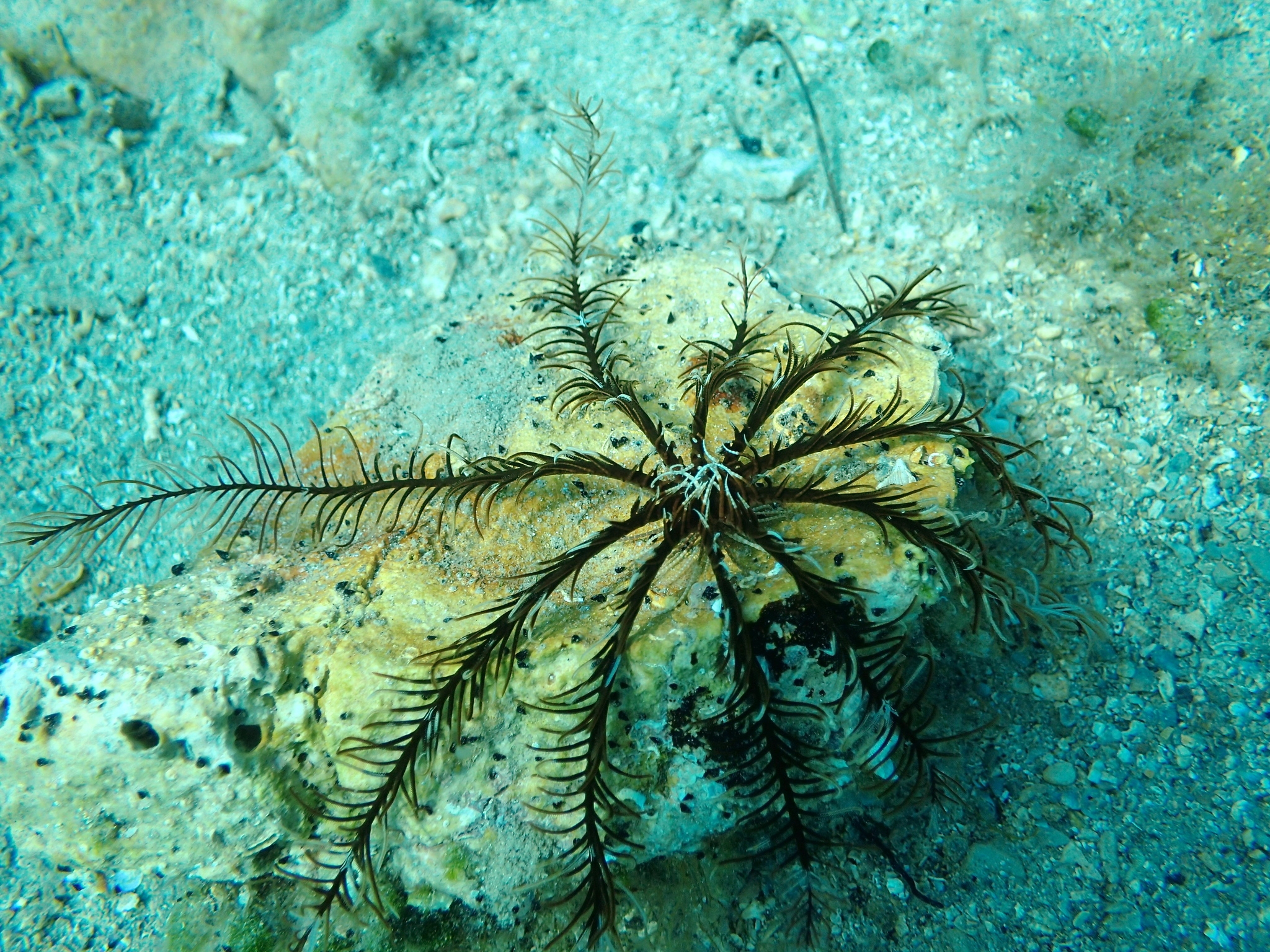
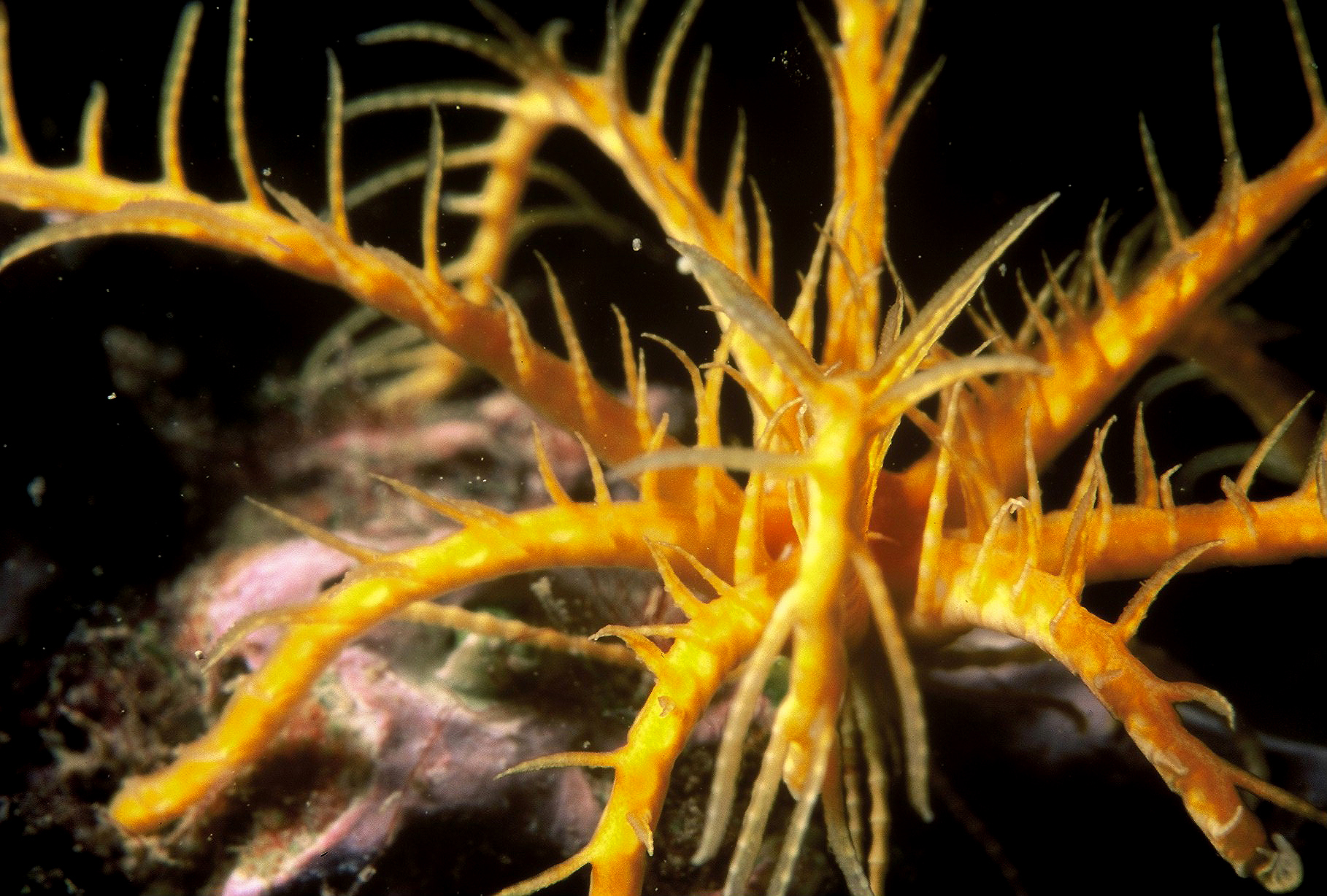

## Systématique
L'espèce a été décrite scientifiquement pour la première fois par Jean-Baptiste de Lamarck en 1816. Elle est un synonyme de Antedon adriatica A.H. Clark, 1911, Comatula annulata Risso, 1826 et Comatula mediterranea Lamarck, 1816.